# Gustaf Lindblom
Gustaf Lindblom (Kristinehamn, 3 dicembre 1891 – Stoccolma, 26 aprile 1960) è stato un triplista svedese.

## Biografia
Ai Giochi della V Olimpiade vinse l'oro nel salto triplo ottenendo un risultato migliore dello svedese Georg Åberg (medaglia d'argento) e dello svedese Erik Almlöf.

## Palmarès
| Anno | Manifestazione  | Sede      | Evento       | Risultato | Misura  | Note |
| ---- | --------------- | --------- | ------------ | --------- | ------- | ---- |
| 1912 | Giochi olimpici | Stoccolma | Salto triplo | Oro       | 14,76 m |      |